# Beverly D. Stakes
Groupe 2
Les Beverly D. Stakes est une course hippique de plat se déroulant au mois d'août sur l'hippodrome de Churchill Downs dans le Kentucky.

## Caractéristiques et histoire
Il s'agit d'une épreuve de Groupe I réservée aux pouliches et juments de 3 ans et plus, et l'équivalent pour les femelles de l'Arlington Million, qui se déroule le même jour. Elle se court sur la distance de 1 900 mètres, sur gazon.   
De sa création jusqu'à 2021, les Beverly D. Stakes se sont disputés sur 1 900 mètres à Arlington Park, à Arlington Heights (Illinois), près de Chicago, jusqu'à la désaffectation de cet hippodrome en 2021. À partir de 2022, la course a lieu sur l'hippodrome de Churchill Downs, dans le Kentucky, l'édition 2022 se courant exceptionnellement sur 1 800 mètres. C'est un rendez-vous majeur du calendrier des courses américaines, qui qualifie directement son lauréat pour la Breeders' Cup. Il a souvent été l'apanage des Européennes exportées.  
En 2024, la course est rétrogradée au niveau groupe 2.   

## Palmarès 1991-2023
| Année                                                | Vainqueur          | S/A | Pays           | Père              | Jockey             | Entraîneur             | Propriétaire                             | Temps   |
| ---------------------------------------------------- | ------------------ | --- | -------------- | ----------------- | ------------------ | ---------------------- | ---------------------------------------- | ------- |
| 2023                                                 | Fev Rover          | F.5 | Royaume-Uni    | Gutaifan          | Javier Castellano  | Mark Casse             | Tracy Farmer                             | 1'54"35 |
| 2022                                                 | Dalika             | F.6 | Allemagne      | Pastorius         | Brian J. Hernandez | Albert M. Stall, Jr.   | Bal Mar Equine LLC                       | 1'46"31 |
| 2021                                                 | Santa Barbara      | F.3 | Irlande        | Camelot           | Ryan Moore         | Aidan O'Brien          | Coolmore & Westerburg                    | 1'54"55 |
| édition annulée en raison de la pandémie de Covid-19 |                    |     |                |                   |                    |                        |                                          |         |
| 2019                                                 | Sistercharlie      | F.5 | France         | Myboycharlie      | John Velazquez     | Chad Brown             | White Birch Farm                         | 1'52"43 |
| 2018                                                 | Sistercharlie      | F.4 | France         | Myboycharlie      | John Velazquez     | Chad Brown             | White Birch Farm                         | 1'56"77 |
| 2017                                                 | Dacita             | F.6 | Chili          | Scat Daddy        | Irad Ortiz, Jr.    | Chad Brown             | Sheep Pond & Bradley Thoroughbreds       | 1'55"49 |
| 2016                                                 | Sea Calisi         | F.4 | France         | Youmzain          | Florent Géroux     | Chad Brown             | Martin Schwartz                          | 1'54"93 |
| 2015                                                 | Watsdachances      | F.5 | États-Unis     | Diamond Green     | Joe Bravo          | Chad Brown             | M. Kisber, Bradley Tho. & N. McMakin     | 1'57"36 |
| 2014                                                 | Euro Charline      | F.3 | Royaume-Uni    | Myboycharlie      | Ryan Moore         | Mario Botti            | Team Valor                               | 1'55"52 |
| 2013                                                 | Dank               | F.4 | Royaume-Uni    | Dansili           | Ryan Moore         | Sir Michael Stoute     | James Wigan                              | 1'53"38 |
| 2012                                                 | I'm A Dreamer      | F.5 | Royaume-Uni    | Noverre           | John Velazquez     | Claude McGaughey III   | Phipps Stable                            | 1'55"29 |
| 2011                                                 | Stacelita          | F.5 | France         | Monsun            | Ramon Dominguez    | Chad Brown             | Martin Schwartz                          | 1'57"57 |
| 2010                                                 | Eclair de Lune     | F.4 | France         | Marchand de Sable | Junior Alvarado    | Ron McAnally           | Richard L. Duchossois                    | 1'56"56 |
| 2009                                                 | Dynaforce          | F.6 | France         | Dynaformer        | Kent J. Desormeaux | William I. Mott        | John A. Chandler                         | 1'58"29 |
| 2008                                                 | Mauralakana        | F.5 | France         | Muhtathir         | Kent J. Desormeaux | Christophe Clément     | Robert Scarborough                       | 1'55"18 |
| 2007                                                 | Royal Highness     | F.5 | France         | Monsun            | Rene R. Douglas    | Christophe Clément     | Écurie des Monceaux                      | 1'56"68 |
| 2006                                                 | Gorella            | F.4 | France         | Grape Tree Road   | Julien Leparoux    | Patrick Biancone       | Martin Schwartz                          | 1'53"71 |
| 2005                                                 | Angara             | F.4 | France         | Alzao             | Gary L. Stevens    | Patrick Biancone       | Martin Schwartz                          | 1'58"30 |
| 2004                                                 | Crimson Palace     | F.5 | Afrique du Sud | Elliodor          | Lanfranco Dettori  | Saeed bin Suroor       | Écurie Godolphin                         | 1'56"58 |
| 2003                                                 | Heat Haze          | F.4 | France         | Green Desert      | Jose Valdivia, Jr. | Robert J. Frankel      | Juddmonte Farms                          | 1'55"94 |
| 2002                                                 | Golden Apples      | F.4 | États-Unis     | Pivotal           | Pat Valenzuela     | Ben D. A. Cecil        | Gary A. Tanaka                           | 1'54"86 |
| 2001                                                 | England's Legend   | F.4 | France         | Lure              | Corey Nakatani     | Christophe Clément     | Édouard de Rothschild                    | 1'56"75 |
| 2000                                                 | Snow Polina        | F.5 | France         | Trempolino        | Jerry D. Bailey    | William I. Mott        | Gary A. Tanaka                           | 1'55"87 |
| 1998-1997 : pas d'édition                            |                    |     |                |                   |                    |                        |                                          |         |
| 1997                                                 | Memories of Silver | F.4 | États-Unis     | Silver Hawk       | Jerry D. Bailey    | James J. Toner         | Joan G. & John W. Phillips               | 1'54"38 |
| 1996                                                 | Timarida           | F.4 | Irlande        | Kalaglow          | John P. Murtagh    | John M. Oxx            | S.A. Aga Khan                            | 1'54"06 |
| 1995                                                 | Possibly Perfect   | F.5 | France         | Northern Baby     | Corey Nakatani     | Robert J. Frankel      | Blue Vista                               | 1'54"95 |
| 1994                                                 | Hatoof             | F.5 | France         | Irish River       | Walter R. Swinburn | Christiane Head        | Maktoum ben Rachid Al Maktoum            | 1'55"59 |
| 1993                                                 | Flawlessly         | F.5 | États-Unis     | Affirmed          | Chris McCarron     | Charles E. Whittingham | Harbor View Farm                         | 1'55"61 |
| 1992                                                 | Kostroma           | F.6 | Irlande        | Caerleon          | Kent J. Desormeaux | Gary F. Jones          | Robert Sangster                          | 1'54"10 |
| 1991                                                 | Fire the Groom     | F.4 | Royaume-Uni    | Blushing Groom    | Gary L. Stevens    | Bill Shoemaker         | E. C. Allred, R. D. Hubbard & C. Sczesny | 1'53"40 |